# Kenneth L. Peek junior

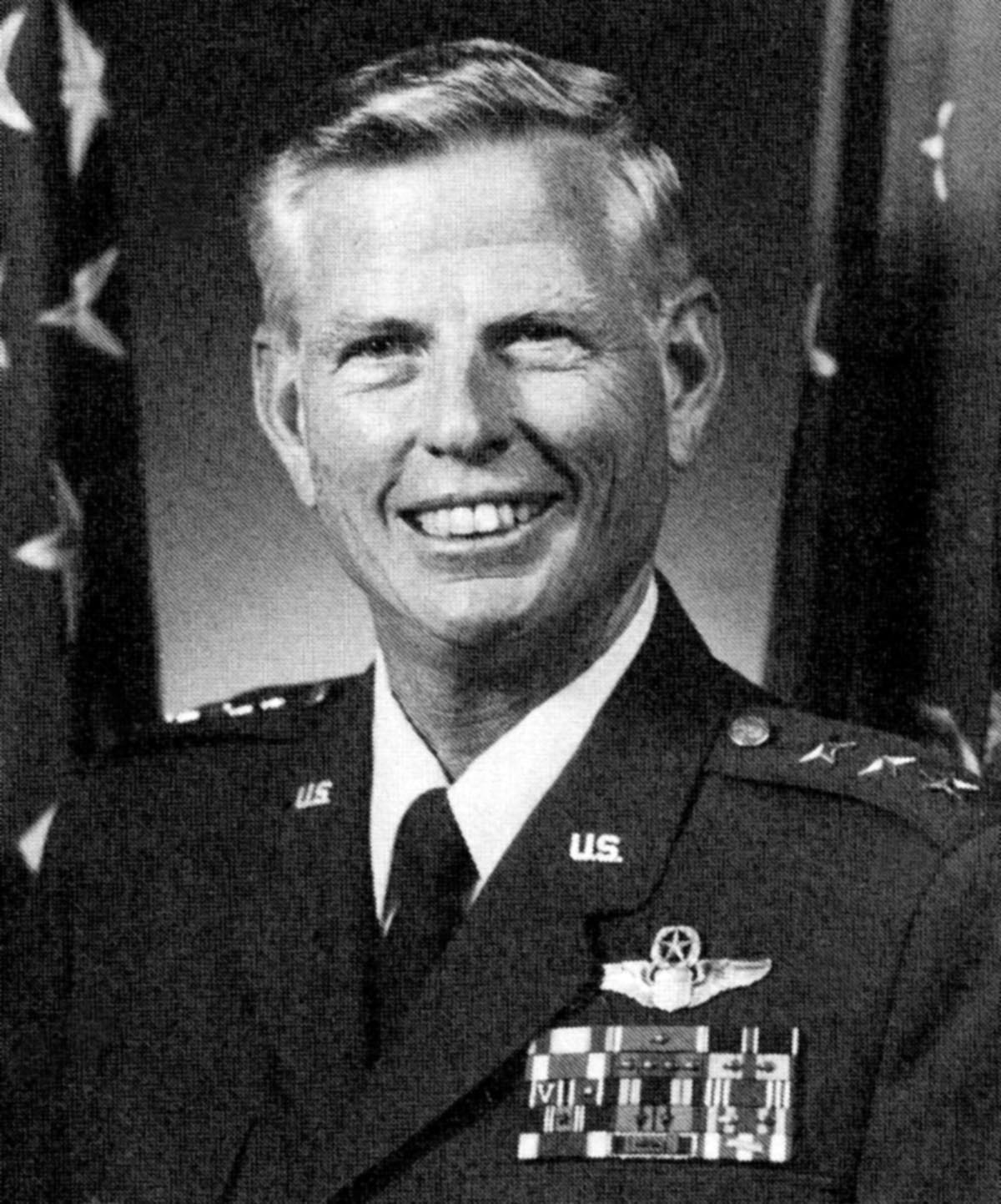
Kenneth L. Peek, Jr.

Kenneth Leroy Peek, Jr. (* 25. Juli 1932 in Indianapolis, Indiana; † 20. Juli 2020 in Waco, Texas) war ein US-amerikanischer Generalleutnant der US Air Force, der unter anderem zuletzt von 1987 bis 1988 stellvertretender Oberkommandierender des Strategischen Luftwaffenkommandos SAC (Strategic Air Command) war.

## Leben

### Ausbildung zum Luftwaffenoffizier
Peek begann nach dem Besuch der Ben Davis High School in Indianapolis ein grundständiges Studium am Wabash College in Crawfordsville sowie am ein Studium der Betriebswirtschaftslehre am Indiana State College in Terre Haute. Im September 1953 begann er seine militärische Ausbildung im Rahmen des Luftwaffenkadettenprogramms auf dem Militärflugplatz Lackland Air Force Base und absolvierte seine Grundausbildung auf dem Luftwaffenstützpunkt Bartow Air Base sowie die Pilotengrundausbildung auf dem Militärflugplatz Bryan Air Force Base, die er mit Auszeichnung abschloss. Nach seiner Beförderung zum Leutnant im Februar 1955 besuchte er die Schule für Nachrichtendienstoffiziere auf dem Luftwaffenstützpunkt Sheppard Air Force Base, die er im Juni 1955 beendete. Danach wurde er als Nachrichtendienstoffizier zum 40. Bombergeschwader (40th Bombardment Wing) auf dem Militärflugplatz Schilling Air Force Base versetzt, ehe er im April 1957 mit der Kampfflugzeugausbildung auf dem sechsstrahligen strategischen Bomber Boeing B-47 begann. Nach Abschluss der Ausbildung war er Copilot eines Boeing B-47, aber auch Pilot sowie Flugausbilder bei der 40th Bombardment Wing auf der Schilling Air Force Base sowie der ebenfalls in Kansas liegenden Forbes Air Force Base tätig.
Während dieser Zeit war Peek 1961 Absolvent der Squadron Officer School (SOS), aber auch des zentralen Flugausbilderlehrgangs auf dem Luftwaffenstützpunkt McConnell Air Force Base sowie des Lehrgangs für Instrumentenausbilder auf der Randolph Air Force Base. Danach begann 1962 eine Verwendung als Offizier für Programme und Ablaufplanung im Stab der 40th Bombardment Wing. Ein darauf folgendes Studium der Fächer Betriebswirtschaftslehre und Management an der University of Nebraska Omaha beendete er im September 1964 mit einem Bachelor of Arts (B.A. Business Administration and Management). Im April 1965 wurde er Hauptquartier des Strategischen Luftwaffenkommandos SAC (Strategic Air Command) versetzt und war dort nacheinander als Offizier für die Tankeinheiten, Bewertungsoffizier und zuletzt als stellvertretender Offizier für Offizierszuweisungen tätig. Nachdem er von August 1969 bis Januar 1970 Absolvent des Armed Forces Staff College in Norfolk war, begann er eine weitere Kampfflugzeugausbildung für den achtstrahligen Langstreckenbomber Boeing B-52 auf dem Luftwaffenstützpunkt Castle Air Force Base.
Im Juli 1970 wurde Peek Stabsoffizier für Verwaltung (Executive Officer) des 307. Strategischen Geschwaders (307th Strategic Wing) auf dem U-Tapao Airfield, einem Stützpunkt der Marine der Streitkräfte Thailands. Während dieser Zeit flog er 101 Lufteinsätze auf einer Boeing B-52. Nach seiner Rückkehr in die USA wurde er im August 1971 stellvertretender Kommodore des auf dem Stützpunkt Minot Air Force Base stationierten 5. Bombergeschwaders (5th Bombardment Wing) und war als solcher für Operationen verantwortlich. Anschließend wechselte er im Mai 1972 ins Hauptquartier der US Air Force nach Washington, D.C., wo er Verwaltungsassistent beim Vize-Luftwaffenminister für Finanzmanagement (Assistant Secretary of the Air Force (Financial Management and Comptroller)) im Luftwaffenministerium (US Department of the Air Force) war. Danach besuchte er von Mai 1973 bis Juli 1974 das US Army War College in Carlisle und absolvierte daneben ein postgraduales Studium im Fach Massenkommunikation am Shippensburg State College, das er 1974 mit einem Master of Arts (M.A. Mass Communications) abschloss.

### Aufstieg zum Generalleutnant
Im Juli 1974 wurde Peek Standortkommandant des Luftwaffenstützpunktes Fairchild Air Force Base und danach im April 1975 Direktor der Operationsabteilung der dort stationierten 47. Luftwaffendivision (47th Air Division), ehe er zwischen Juli 1975 und Februar 1977 als Kommodore des 5. Bombergeschwaders auf Minot Air Force Base fungierte. Anschließend wurde er im Februar 1977 Leiter der Abteilung für Boden- und Luftkommandeursposten im Hauptquartier des Strategischen Luftwaffenkommandos. Im März 1979 wurde er zunächst stellvertretender Kommandeur des Personalzentrums der Luftwaffe AFPC (Air Force Manpower and Personnel Center) auf dem Luftwaffenstützpunkt Randolph Air Force Base und übernahm daraufhin im Juni 1980 als Nachfolger von Generalmajor LeRoy W. Svendsen, Jr. bis zu seiner Ablösung durch Generalmajor Robert D. Springer im Juli 1982 den Posten als Kommandeur des Personalzentrums der Luftwaffe. Zugleich war er in Personalunion zwischen Juni 1980 und Juni 1982 Assistent für militärisches Personal beim Stellvertretenden Chef des Luftwaffenstabes (Chief of Staff of the Air Force) für Mitarbeiter und Personal. Als solcher war er verantwortlich für die Verteilung und Verwaltung des gesamten Luftwaffenpersonals mit Ausnahme der Generalität.
Im Juli 1982 kehrte Generalmajor Peek ins Hauptquartier der US Air Force zurück und war dort zunächst Direktor für Personalplanung im Büro des Stellvertretenden Chef des Luftwaffenstabes für Mitarbeiter und Personal. Nach seiner Beförderung zum Generalleutnant am 1. Juli 1983 wurde er schließlich selbst Stellvertretender Chef des Luftwaffenstabes für Mitarbeiter und Personal (Air Force Deputy Chief of Staff Manpower and Personnel). Anschließend übernahm er im August 1984 den Posten als Befehlshaber der 8. US-Luftflotte (Eighth Air Force) auf dem Stützpunkt Barksdale Air Force Base. Zuletzt wurde er im Januar 1987 Nachfolger von Generalleutnant Monroe W. Hatch Jr. als stellvertretender Oberkommandierender des Strategischen Luftwaffenkommandos SAC (Strategic Air Command) und übte diese Funktion bis zu seinem Eintritt in den Ruhestand am 1. Oktober 1988 aus. Sein Nachfolger wurde daraufhin Generalleutnant Donald O. Aldridge.
Peek, der als Pilot rund 5.000 Flugstunden absolvierte, wurde mehrfach ausgezeichnet. Ihm wurde unter anderem die Air Force Distinguished Service Medal, der Legion of Merit mit Eichenlaubblatt, die Bronze Star Medal, die Meritorious Service Medal, die Air Medal mit fünf Eichenlaubblättern sowie die Air Force Commendation Medal mit zwei Eichenlaubblättern verliehen. Darüber hinaus wurde ihm am 5. November 1982 der Order of the Sword verliehen.